# Sturmia nigroscutellata
Sturmia nigroscutellata är en tvåvingeart som beskrevs av Louis-Paul Mesnil 1970. Sturmia nigroscutellata ingår i släktet Sturmia och familjen parasitflugor. Inga underarter finns listade i Catalogue of Life.